# Sahel (landstreek)

Situering van de Sahel in Afrika

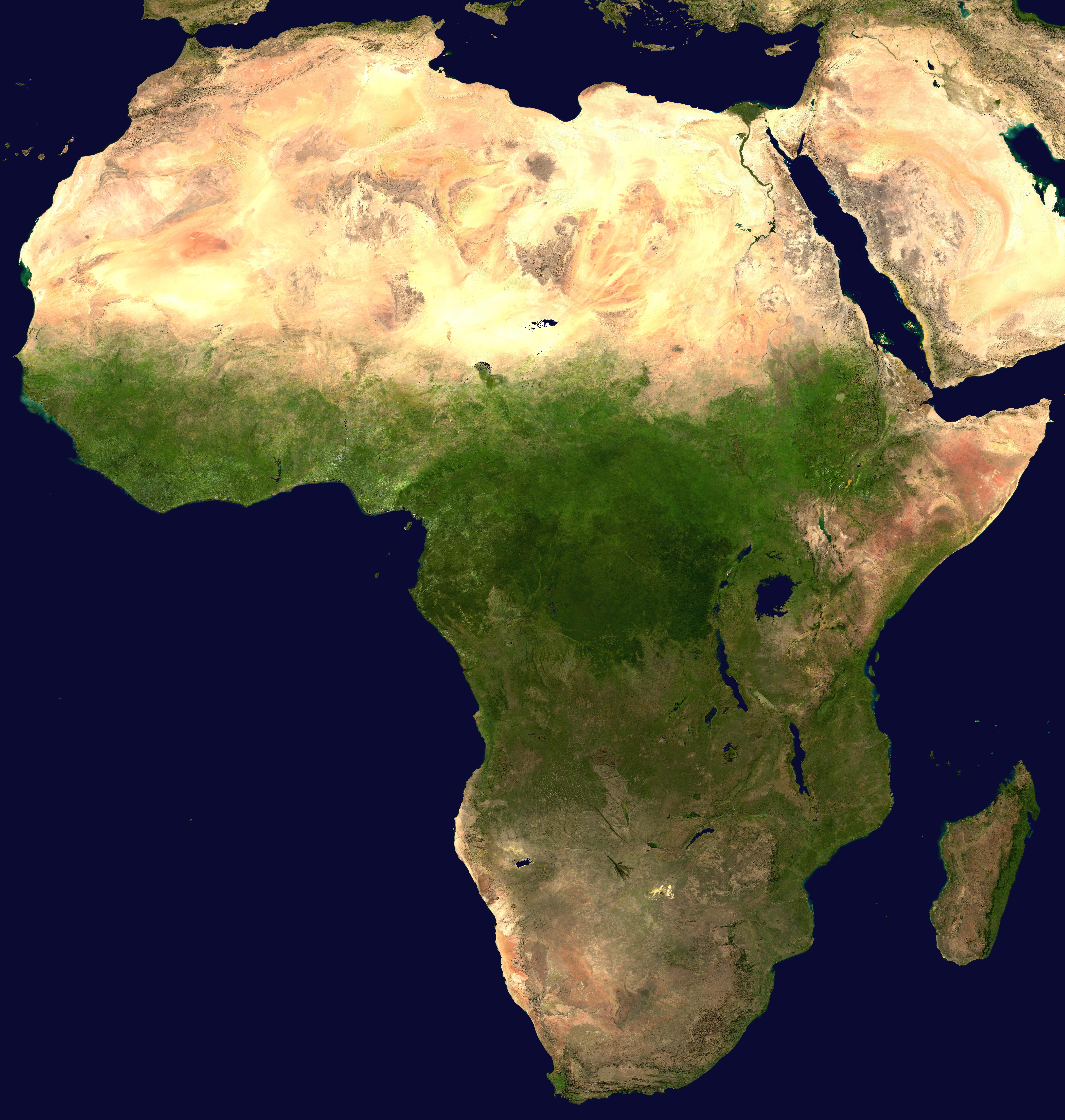
Vegetatie van Afrika (2001)

De Sahel is een landstreek in Afrika die gelegen is tussen vochtig tropisch gebied in het zuiden (10 graden NB) en de Sahara-woestijn in het noorden (ongeveer 23,5 graden NB). Aan de westzijde wordt zij begrensd door de Atlantische Oceaan en aan de oostzijde door de Rode Zee. Ongeveer hetzelfde gebied had vroeger de naam Soudan, niet te verwarren met het huidige land Soedan.
Het woord Sahel komt uit het Arabische ساحل, sahil en betekent 'kust' of grens, waarmee de kust van de woestijn bedoeld wordt. Vandaar dat bijvoorbeeld ook de relatief kleine kuststrook bij Sousse in Tunesië Sahel wordt genoemd.
De volgende landen, opgenoemd van west naar oost, maken deel uit van de Sahel: Senegal, Gambia, Mauritanië, Mali, Burkina Faso, Niger, Nigeria, Tsjaad, Soedan, Ethiopië, Eritrea, Djibouti, Somaliland en Somalië. Ook de noordelijke delen van Ivoorkust, Ghana, Togo en Benin kunnen er toe worden gerekend. Veel Sahellanden behoren tot de armste ter wereld.

## Klimaat
De Sahel is een overgangsstreek die vrij droog is en waar verwoestijning van het oorspronkelijke savannelandschap het belangrijkste milieuprobleem is. De gemiddelde neerslag bedraagt zo'n 150 tot 500 mm per jaar. De meeste regen valt in het regenseizoen. Doordat de groeiende bevolking veel (brand)hout gebruikt en kuddes vee de jonge scheuten aan de vegetatie opeten, verdwijnt veel vegetatie en rukt de woestijn op. Het vinden van geschikt drinkwater is voor veel mensen een groot probleem.

### Klimaatinvloed van 'global dimming'
Er zijn aanwijzingen dat door het effect van global dimming het klimaat van de Sahel sterk wordt beïnvloed. Global dimming is plaatselijke afkoeling van de aarde, doordat het zonlicht naar de ruimte wordt teruggekaatst of geabsorbeerd als gevolg van luchtvervuiling. In de Sahel zou daardoor de droogte zijn toegenomen door het uitblijven van de moessonregens vanaf de oceaan, met als gevolg hongersnoden.